# 우에무라 겐이치
우에무라 겐이치(일본어: 上村 健一, 1974년 4월 22일 ~ )는 일본의 은퇴한 축구 선수이자 현 축구 지도자로 현역 시절 수비수로 활약했다.

## 선수 시절

### 클럽
1974년 4월 22일 일본 구마모토현 야쓰시로시 출생으로 1993 시즌부터 2003 시즌까지 11시즌동안 산프레체 히로시마 소속으로 공식전 305경기 25골로 J리그 1994 준우승, J리그 디비전 2 2003 준우승, 천황배 3회 준우승(1995, 1996, 1999) 및 2번의 4강 진출(1993, 2002) 등의 성과에 기여하며 산프레체 히로시마의 주축 수비수로 맹활약했다.
이후 2004 시즌에는 세레소 오사카에서 공식전 21경기를 소화했고 2005 시즌에는 도쿄 베르디에서 23경기를 소화했지만 2006 시즌에는 단 1경기 출전에 그쳤으며 일본 지역 리그의 YSCC 요코하마로 이적한 뒤에는 그나마도 단 1경기도 출전하지 못했다.
그 후 2007 시즌을 앞두고 일본 풋볼 리그 소속팀이자 자신의 고향팀인 로아소 구마모토로 이적하여 2시즌동안 공식전 59경기 3골을 기록하며 2007 시즌 일본 풋볼 리그 준우승 및 차기 시즌 J2리그 승격에 기여한 뒤 2008 시즌을 끝으로 프로 통산 409경기 28골의 기록을 남긴 채 15년간의 선수 생활을 마감했다.

### 국가대표팀
일본 U-23 대표팀의 일원으로 참가한 1996년 하계 올림픽에서 2경기를 소화했고 이 중 과거 하계 올림픽에서 금메달 3개, 은메달과 동메달 1개를 따냈던 헝가리와의 D조 최종전에서 득점을 기록했다.
그리고 팀은 2승 1패로 브라질, 나이지리아와 동률을 이뤘음에도 불구하고 득실차에서 밀리며 조 3위로 조별리그에서 아쉽게 탈락했지만 브라질과의 첫 경기에서 1-0으로 꺾는 파란을 일으키며 이른바 '마이애미의 기적'을 만드는 기염을 토했다.
그리고 2001년 4월 25일 스페인과의 친선 경기에서 일본 A대표팀 소속으로 국제 A매치 데뷔전을 치른 뒤 같은 해 자국에서 열린 2001년 FIFA 컨페더레이션스컵에서 3경기에 출전하며 팀의 준우승에 일조했으나 호주와의 4강전을 끝으로 더 이상 A대표팀에 발탁되지 못했다. 그는 국제 A매치 통산 4경기에 출전했다.

## 지도자 경력

### 가마타마레 사누키
선수 은퇴 후 이듬해인 2009 시즌을 앞두고 친정팀인 로아소 구마모토의 코치로 본격적인 지도자 커리어를 시작한 뒤 2013 시즌에는 가마타마레 사누키의 코치직으로 자리를 옮긴 이후 그 해에 팀의 일본 풋볼 리그 준우승 및 차기 시즌 J2리그 승격에 이바지했다.
이후 2019 시즌을 앞두고 J3리그로 강등된 팀의 사령탑을 맡았으나 34경기 10승 9무 15패·18팀 중 14위로 J3리그 잔류에만 만족하는 성적을 기록하는데 그쳤다.

### 중국 U-17 대표팀
2025년 AFC U-17 아시안컵 예선을 앞두고 중국 U-17 대표팀의 사령탑으로 부임하며 생애 첫 국가대표팀 감독직을 맡은 후 예선에서 3승 1무로 대한민국과 동률을 이뤘음에도 득실차에서 3점 밀리며 C조 2위로 통산 16번째 U-17 아시안컵 본선행을 이끌었다.
그러나 2025년 AFC U-17 아시안컵 본선에서는 A조 최종전에서 태국에 2-0 완승을 거두기는 했지만 홈팀인 사우디아라비아와 중앙아시아의 강호 우즈베키스탄에 연달아 완패하며 1승 2패·조 3위의 초라한 성적으로 조별리그에서 탈락함과 동시에 2005년 대회 이후 20년만의 FIFA U-17 월드컵 본선행이 좌절되면서 결국 이 대회를 끝으로 1년만에 중국 U-17 대표팀 사령탑 자리에서 내려왔다.

## 통계
| 일본 | 일본 | 일본 |
| 연도 | 출전 | 득점 |
| ---- | ---- | ---- |
| 2001 | 4    | 0    |
| 통산 | 4    | 0    |

## 수상 내역

### 클럽 (선수)
산프레체 히로시마
- J1리그 : 준우승 (1994)
- J2리그 : 준우승 (2003)
- 천황배 : 준우승 (1995, 1996, 1999)

로아소 구마모토
- 일본 풋볼 리그 : 준우승 (2007)

### 국가대표팀 (선수)
일본
- FIFA 컨페더레이션스컵 : 준우승 (2001)

### 클럽 (지도자)
가마타마레 사누키 (코치)
- 일본 풋볼 리그 : 준우승 (2013)